# Christina Seufert
Christina Seufert, née le 3 janvier 1957 à Sacramento (Californie), est une ancienne plongeuse américaine, médaillée du bronze olympique aux J.O. d'été de 1984 à Los Angeles.

## Carrière
Qualifiée comme représentante des États-Unis pour les Jeux olympiques d'été de 1980 à Moscou, elle ne peut participer à l'événement du fait de leur boycott par son pays. Comme les 461 autres athlètes qualifiés, elle reçoit à la place une médaille d'or du Congrès.
En 1982 elle est médaillée d'argent de plongeon à 3 mètres lors des championnats du monde à Guayaquil. Deux ans plus tard elle remporte la médaille de bronze dans la même discipline lors des Jeux olympiques d'été de 1984 et prend sa retraite de la compétition peu après.
En 2012 elle est juge lors des épreuves de plongeon aux Jeux olympiques de Londres,.

## Distinctions
- 1980 : médaille d'or du Congrès[1].
- 2007 : Hall of Honor de l'Université du Michigan[5].